# Триджелл, Эндрю
Эндрю Триджелл, также известный как Тридж (англ. Andrew "Tridge" Tridgell; 28 февраля 1967) — австралийский программист, известный как автор и участник проекта Samba и соавтор алгоритма rsync. Также известен своей работой по анализу сложных закрытых протоколов и алгоритмов, позволившей создать совместимые свободные реализации. Лауреат Free Software Award за 2005 год.

## Проекты
Триджелл стал крупным разработчиком программного обеспечения Samba, анализируя протокол блока сообщений сервера, используемый для совместного использования рабочих групп и сетевых файлов продуктами Microsoft Windows. Он разработал иерархический распределитель памяти talloc, который изначально был частью Samba.
Для своей кандидатской диссертации Триджелл разработал rsync, в том числе алгоритм rsync, высокоэффективный инструмент передачи и синхронизации файлов. Он являлся оригинальным автором rzip, который использует аналогичный алгоритм rsync. Также он разработал spamsum, основанный на алгоритмах хеширования, чувствительных к локализации.
Является автором KnightCap, шахматного движка.
Триджелл был ответственным за взлом TiVo, чтобы заставить его работать в Австралии, которая использует формат видео PAL.
В апреле 2005 года попытался создать свободное программное обеспечение, теперь известное как SourcePuller, которое взаимодействовало с хранилищем исходного кода BitKeeper. Это послужило причиной того, что BitMover отозвала лицензию, разрешающую разработчикам Linux свободно использовать свой продукт BitKeeper. Таким образом, Линус Торвальдс, создатель ядра Linux, и Триджелл были вовлечены в публичную дискуссию о событиях, в которой последний заявил, что, не покупая или не владея BitKeeper и, следовательно, никогда не соглашаясь на его лицензию, он не мог нарушить её, и анализировал протокол этически, как он сделал это с Samba. Участие Триджелла в проекте привело к тому, что Торвальдс обвинил его в грязных трюках с BitKeeper. Тридж утверждал, что его анализ начался с простого телетайпа на сервер BitKeeper и набора «helpтекста».
В 2011 году принял участие в разработке программного обеспечения ArduPilot Mega, платы контроллера беспилотного летательного аппарата с открытым исходным кодом на базе Arduino, работая над записью для UAV Challenge Outback Rescue.
Считается, что одна из работ Триджелла привела к конфликту сообщества Linux с разработчиком системы управления версиями BitKeeper и последующему созданию Git и Mercurial.